# Astragalus egglestonii
Astragalus egglestonii là một loài thực vật có hoa trong họ Đậu. Loài này được (Rydb.) Kearney & Peebles miêu tả khoa học đầu tiên.